# Platyphasia pictonensis
Platyphasia pictonensis là một loài ruồi trong họ Ruồi hạc (Tipulidae). Chúng phân bố ở vùng sinh thái Australia.